# Makiko Watanabe
Makiko Watanabe (渡辺真起子, Watanabe Makiko), née le 14 septembre 1968 à Tokyo, est une actrice japonaise.

## Filmographie sélective
- 1996 : XX: Utsukushiki emono (ＸＸ 美しき獲物?) de Toshiharu Ikeda
- 1997 : 2/Duo (2/デュオ?) de Nobuhiro Suwa
- 1999 : M/Other de Nobuhiro Suwa (elle est aussi scénariste de ce film)
- 2004 : Zebraman (ゼブラーマン, Zeburāman?) de Takashi Miike : Yukiyo Ichikawa
- 2007 : La Forêt de Mogari (殯の森, Mogari no mori?) de Naomi Kawase : Wakako
- 2007 : The Rebirth (愛の予感, Ai no yokan?) de Masahiro Kobayashi
- 2008 : Love Exposure (愛のむきだし, Ai no mukidashi?) de Sion Sono
- 2010 : Cold Fish (冷たい熱帯魚, Tsumetai nettaigyo?) de Sion Sono
- 2011 : Himizu (ヒミズ?) de Sion Sono
- 2012 : Chihi o torini (チチを撮りに?) de Ryōta Nakano (ja)
- 2013 : Daijōbu 3 kumi (だいじょうぶ3組?) de Ryūichi Hiroki
- 2013 : Au revoir l'été (ほとりの朔子, Hotori no sakuko?) de Kōji Fukada : Mizuho
- 2014 : Still the Water (2つ目の窓, Futatsume no mado?) de Naomi Kawase : Misaki, la mère de Kaito
- 2015 : Michi shirube (道しるべ?) de Jūkō Tanaka
- 2019 : I Was a Secret Bitch ("隠れビッチ"やってました, "Kakure Bicchi" Yattemashita?) de Kōichirō Miki : Ryoko Arai, la mère de Hiromi
- 2020 : Kaze no denwa (風の電話?) de Nobuhiro Suwa : Hiroko
- 2020 : La Famille Asada (浅田家!, Asada-ke!?) de Ryōta Nakano (ja)
- 2021 : Asu no shokutaku (明日の食卓?) de Takahisa Zeze
- 2021 : Kenshin : Le Commencement (るろうに剣心 最終章 The Beginning, Rurōni Kenshin saishū shō: The Beginning?) de Keishi Ōtomo

## Distinctions

### Récompenses
- 2000 : prix Mainichi du meilleur scénario (conjointement avec Nobuhiro Suwa et Tomokazu Miura) pour M/Other[1]
- 2013 : prix de la meilleure actrice dans un second rôle pour Chihi o torini et Daijōbu 3 kumi au festival du film de Yokohama
- 2013 : Asian Film Award de la meilleure actrice dans un second rôle pour Chihi o torini